# 페퍼 포츠
버지니아 '페퍼' 포츠(Virginia Pepper Potts)는 마블 코믹스 세계에 등장하는 가공의 인물이다. 아이언맨의 비서이기도 하며, 서로 로맨스를 하기도 한다. 페퍼는 토니 스타크의 무기 회사의 CEO 자리를 물려받기도 한다.
마블 시네마틱 유니버스에서는 귀네스 팰트로가 연기한다. 심지어 익스트리미스도 투입받아 아이언맨을 구했다.

## 가지고 있는 슈트
Mk.49(레스큐)

## 담당 배우

### 영화
- 아이언맨 (2008) - 귀네스 팰트로
  - 아이언맨 2 (2010) - 귀네스 팰트로
  - 어벤져스 (2012) - 귀네스 팰트로
  - 아이언맨 3 (2013) - 귀네스 팰트로
  - 스파이더맨: 홈커밍 (2017) - 귀네스 팰트로
  - 어벤져스: 인피니티 워 (2018) - 귀네스 팰트로
  - 어벤져스: 엔드게임 (2019) - 귀네스 팰트로

## 담당 성우

### TV 애니메이션
- 마블 슈퍼 히어로즈(1966) - 마거릿 그리핀
- 아이언맨: 아머 어드벤처(2009) - 애나 커머
- 어벤저스: 지구 최강의 영웅들(2010) - 돈 올리비에리
- 아이언맨(2010) - 오카 히로에/신디 로빈슨
- 레고 마블 슈퍼 히어로즈: 맥시멈 오버로드(2013) - 그레이 딜라일
  - 레고 마블 슈퍼 히어로즈: 뒤틀린 시간(2022) - 엘리스 맬러웨이
- 디스크 전사 어벤져스(2014) - 미즈사와 후미에/앨리 힐리스

### 비디오 게임
- 아이언맨(2008) - 메러디스 먼로
  - 아이언맨 2(2010) - 메러디스 먼로
- 마블 핀볼(2010) - 타라 플랫
- 마블 슈퍼 히어로 스쿼드 온라인(2011) - 로라 베일리
- 마블 히어로즈(2013) - 브렛 월터
- 레고 마블 슈퍼 히어로즈(2013) - 로라 베일리
  - 레고 마블 어벤저스(2016) - 일라이자 슈나이더
- 아이언맨 VR(2020) - 제니퍼 헤일